# Doll Domination Tour
Il Doll Domination Tour è una tournée intrapresa nel 2009 dal gruppo pop statunitense Pussycat Dolls a sostegno del loro secondo album di studio, Doll Domination (2008).
La scaletta dei concerti includeva canzoni tratte dai due album del gruppo, Doll Domination e PCD (2005), nonché alcune cover di canzoni come Big Spender di Shirley Bassey.

## Informazioni sul tour
Il tour iniziò il 18 gennaio 2009 a Aberdeen, nel Regno Unito, e le Pussycat Dolls visitarono prima l'Europa. Proseguirono i concerti in Oceania, Asia e Nord America. Il gruppo ritornò in Europa e in questa seconda visita al vecchio continente parteciparono a vari festival sparsi tra Irlanda, Regno Unito e Danimarca, come Summer Pops Festival o il Newmarket Nights.
Inoltre la band aprì 25 concerti nel Nord America del tour di Britney Spears, (The Circus: Starring Britney Spears).
Molti furono gli artisti che aprirono i concerti del Doll Domination Tour: Lady Gaga aprì parte dei concerti in Europa e in Oceania, Ne-Yo aprì le tappe nel Regno Unito. La cantante ceca Victoria aprì il concerto di Praga, mentre il gruppo coreano After School e la cantante Son Dam-bi aprirono i concerti nella Corea del Sud, gli artisti Marián Čekovský e Laci Strike aprirono il concerto a Bratislava; infine il duo Q-York aprirono il concerto nelle Filippine.
Furono cancellati tre concerti: 
- 6 giugno 2009 - Bangkok, Thailandia
- 7 giugno 2009 - Taipei, Taiwan
- 22 agosto 2009 - Gentofte, Danimarca

## Curiosità lungo il tour
- La canzone Love The Way You Love Me venne eseguita solamente durante il primo concerto del tour ad Aberdeen. La canzone venne successivamente sostituita con un interlude in cui Nicole Scherzinger introduceva le parti da solista delle altre ragazze
- A partire dal 18 gennaio 2009 gli outfit neri indossati dal gruppo all'inizio dello show vennero sostituiri da top stile graffiti con shorts o gonne. Durante il primo cambio di costume, aggiungevano a questo primo dei corsetti
- Al concerto di Londra del 28 gennaio Robin Antin raggiunse le Pussycat Dolls sul palco per la canzone Bottle Pop
- A partire dall'11 marzo la cover della canzone Jai Ho venne aggiunta alla scaletta
- Durante il concerto di Sydney del 22 marzo Jessica Sutta si ruppe una costola durante l'esibizione canzone Hush Hush. Si esibì di nuovo nel secondo concerto a Melbourne, ma fu poi costretta a fermarsi[9]
- Durante il concerto di Seul Melody Thornton si infortunò ad un ginocchio e riuscì ad esibirsi solo durante alcune canzoni. Per questo motivo il concerto di Taipei venne posticipato al 25 settembre, ma successivamente venne cancellato

## Recensioni
I concerti del tour ricevettero recensioni positive in Gran Bretagna e Irlanda. Recensendo il concerto inaugurale ad Aberdeen, Colene McKessick di The Press and Journal lo definì uno "show da far saltare il tetto", lodandolo per le "mosse di ballo osé e l'energia contagiosa", l'abilità di Nicole Scherzinger di sostenere la maggior parte delle parti cantate e il talento canoro degli altri membri della band. Sally Hind di Evening Express recensì lo stesso concerto scrivendo "sono venute per dominare ed è quello che hanno fatto". Aggiunse: "le cinque feline non si sono mai fermate a prendere fiato. Si sono dimenate dal momento in cui sono comparse sul palco a bordo di motociclette scintillanti fino all'inchino finale" e lodò i costumi di scena per aver "attirato l'attenzione di tutti". In una recensione di Evening Times Maureen Ellis definì lo spettacolo "un numero adrenalinico" e sottolineò che sebbene le performer avessero "tentato di mettere in evidenza ciascun membro della band con sezioni soliste, è stato lo show di Nicole dall'inizio alla fine". Barbara Hodgson del Journal etichettò lo show "tre ore abbondanti di puro intrattenimento". Una recensione di Evening Chronicle notò che Lady Gaga e Ne-Yo avevano alzato il livello forse troppo, ma lodò ugualmente l'esibizione delle Pussycat Dolls. Lauren Richards del Birmingham Mail definì lo show "spettacolare, dinamico e divertente". Zoe Kirk del Nottingham Post scrisse: "Questa è più di una girl band qualunque: è l'incarnazione del lavoro di alcuni dei migliori coreografi, beat-maker e autori pop che il mainstream ha in serbo. [...] Ecco la Doll Domination del titolo del loro ultimo album". Andy Nicholls del Bournemouth Echo scrisse: "[Nicole Scherzinger] avrà pure occupato il centro del palco per molte delle canzoni, ma anche Ashley, Jessica, Melody e Kimberly si sono dimostrate degne del titolo di star". Alex Macpherson di The Guardian al contrario scrisse che le altre quattro Pussycat Dolls "non sono altro che coriste e ballerine di fila", scrivendo invece della Scherzinger: "una rivelazione, una performer di grido, di una precisione militare". Scelse "I Hate This Part" come miglior canzone della serata. Eamon Sweeney di Irish Independent scrisse: "Nonostante un'entrata in scena degna di questo nome a bordo di motociclette, la primissima parte dello show è fortemente anticlimatica" precisando che poi le Pussycat Dolls "hanno presto carburato". Commentò che i loro precedenti concerti all'O2 di Dublino erano migliori dal punto di vista musicale, "ma pochi altri artisti riuscirebbero a compensare con la sola presenza scenica". Il Belfast Telegraph etichettò il concerto come "eccellente".
I concerti in Oceania ricevettero recensioni prevalentemente negative. Joanna Hunkin del New Zealand Herald recensì il concerto di Auckland commentando che Lady Gaga aveva "superato le Dolls nel canto, nella presenza e nel sex appeal, nella metà del tempo e prendenosi metà del palco". Definì la band delle "ragazze da poster" e criticò la produzione scadente e la mancanza di musicisti dal vivo del concerto, etichettandolo come "un karaoke con molte pretese [...] da strip club". Concluse scrivendo: "le Dolls non dominano proprio niente". Anche Marissa Calligeros del Sydney Morning Herald scrisse che Lady Gaga aveva superato "il gruppo costruito a tavolino", definendo le Pussycat Dolls "un gruppo di ballo per adolescenti allo spettacolo del liceo"; sottolineò come durante il concerto molti tra il pubblico non fossero reattivi per colpa del basso troppo forte. Lodò però i vocalizzi della Scherzinger che definì "notevoli". Cameron Adams dell'Herald Sun lodò la prestazione canora e interpretativa di Lady Gaga al pianoforte ma criticò le Pussycat Dolls per un concerto eccessivamente costoso che sembrava più "un'esibizione da centro commerciale che uno show in una arena".

## Registrazioni
Secondo il giornale Metro, le Pussycat Dolls avevano in programma di realizzare un documentario che mostrasse il dietro le quinte e la vita della band durante i concerti. Stando ad un portavoce del gruppo, le riprese erano iniziate; ma nonostante questa dichiarazione, non venne pubblicato nessun materiale relativo il tour

## Scaletta del tour
La seguente scaletta non porta le modifiche effettuate durante lo svolgimento del tour stesso.
1. Takin' Over the World
2. Beep
3. I Don't Need a Man
4. Elevator
5. I Hate This Part
6. Buttons
7. Wait a Minute
8. Love the Way You Love Me
9. Space (Melody Thornton solo)
10. Played (Ashley Roberts solo)
11. Don't Wanna Fall In Love (Kimberly Wyatt solo)
12. If I Was a Man (Jessica Sutta solo)
13. Hush Hush (Nicole Scherzinger solo)
14. Big Spender
15. Whatcha Think About That
16. Whatchamacallit
17. Magic
18. Bottle Pop
19. Halo (Nicole Scherzinger solo)
20. Stickwitu
21. Don't Cha
22. When I Grow Up

## Date del tour
| Data             | Città             | Stato           | Luogo di esibizione                              |
| ---------------- | ----------------- | --------------- | ------------------------------------------------ |
|                  |                   |                 |                                                  |
| Europa           |                   |                 |                                                  |
| 18 gennaio 2009  | Aberdeen          | Regno Unito     | Aberdeen Exhibition and Conference Centre        |
| 19 gennaio 2009  | Glasgow           | Regno Unito     | Scottish Exhibition and Conference Centre        |
| 21 gennaio 2009  | Newcastle         | Regno Unito     | Metro Radio Arena                                |
| 22 gennaio 2009  | Birmingham        | Regno Unito     | National Indoor Arena                            |
| 24 gennaio 2009  | Nottingham        | Regno Unito     | Trent FM Arena Nottingham                        |
| 25 gennaio 2009  | Bournemouth       | Regno Unito     | Bournemouth International Centre                 |
| 27 gennaio 2009  | Londra            | Regno Unito     | The O2 Arena                                     |
| 28 gennaio 2009  | Londra            | Regno Unito     | The O2 Arena                                     |
| 29 gennaio 2009  | Manchester        | Regno Unito     | Manchester Evening News Arena                    |
| 30 gennaio 2009  | Cardiff           | Regno Unito     | Cardiff International Arena                      |
| 1º febbraio 2009 | Dublino           | Irlanda         | The O2                                           |
| 3 febbraio 2009  | Belfast           | Regno Unito     | King's Hall Exhibition and Conference Centre     |
| 5 febbraio 2009  | Sheffield         | Regno Unito     | Sheffield Arena                                  |
| 6 febbraio 2009  | Liverpool         | Regno Unito     | Echo Arena Liverpool                             |
| 8 febbraio 2009  | Parigi            | Francia         | Le Zénith                                        |
| 9 febbraio 2009  | Amsterdam         | Paesi Bassi     | Heineken Music Hall                              |
| 10 febbraio 2009 | Francoforte       | Germania        | Centennial Hall                                  |
| 12 febbraio 2009 | Zurigo            | Svizzera        | Hallenstadion                                    |
| 13 febbraio 2009 | Bruxelles         | Belgio          | Forest National                                  |
| 14 febbraio 2009 | Monaco di Baviera | Germania        | Zenith die Kulturhalle                           |
| 15 febbraio 2009 | Esch-sur-Alzette  | Lussemburgo     | Rockhal                                          |
| 17 febbraio 2009 | Monte Carlo       | Monaco          | Grimaldi Forum                                   |
| 18 febbraio 2009 | Düsseldorf        | Germania        | Philips Halle                                    |
| 19 febbraio 2009 | Berlino           | Germania        | Max-Schmeling-Halle                              |
| 21 febbraio 2009 | Praga             | Repubblica Ceca | Tesla Arena                                      |
| 23 febbraio 2009 | Vienna            | Austria         | Gasometer                                        |
| 24 febbraio 2009 | Bratislava        | Slovacchia      | Incheba Expo Arena                               |
| 25 febbraio 2009 | Belgrado          | Serbia          | Belgrade Arena                                   |
| Nord America     |                   |                 |                                                  |
| 1º maggio 2009   | New York          | Stati Uniti     | Cornell University                               |
| Oceania          |                   |                 |                                                  |
| 16 maggio 2009   | Auckland          | Nuova Zelanda   | Vector Arena                                     |
| 19 maggio 2009   | Brisbane          | Australia       | Brisbane Entertainment Centre                    |
| 21 maggio 2009   | Newcastle         | Australia       | Newcastle Entertainment Centre                   |
| 22 maggio 2009   | Sydney            | Australia       | Acer Arena                                       |
| 23 maggio 2009   | Sydney            | Australia       | Acer Arena                                       |
| 26 maggio 2009   | Melbourne         | Australia       | Rod Laver Arena                                  |
| 27 maggio 2009   | Melbourne         | Australia       | Rod Laver Arena                                  |
| 28 maggio 2009   | Adelaide          | Australia       | Adelaide Entertainment Centre                    |
| 30 maggio 2009   | Perth             | Australia       | Burswood Dome                                    |
| Asia             |                   |                 |                                                  |
| 2 giugno 2009    | Giacarta          | Indonesia       | Istora Senayan                                   |
| 4 giugno 2009    | Singapore         | Singapore       | Singapore Indoor Stadium                         |
| 6 giugno 2009    | Seul              | Corea del Sud   | Olympic Park                                     |
| 11 giugno 2009   | Manila            | Filippine       | Mall of Asia Concert Grounds                     |
| Nord America     |                   |                 |                                                  |
| 13 giugno 2009   | Honolulu          | Stati Uniti     | Neal S. Blaisdell Center                         |
| 27 giugno 2009   | Las Vegas         | Stati Uniti     | Pearl Concert Theater                            |
| Europa           |                   |                 |                                                  |
| 17 luglio 2009   | Suffolk           | Regno Unito     | Newmarket Racecourse                             |
| 18 luglio 2009   | Killarney         | Irlanda         | Fitzgerald Stadium                               |
| 22 luglio 2009   | Liverpool         | Regno Unito     | Echo Arena Liverpool                             |
| 24 luglio 2009   | Northampton       | Regno Unito     | Silverstone Circuit                              |
| 25 luglio 2009   | Kent              | Regno Unito     | Quex Park                                        |
| 29 luglio 2009   | Esher             | Regno Unito     | Sandown Park                                     |
| Asia             |                   |                 |                                                  |
| 31 luglio 2009   | Beirut            | Libano          | Beirut International Exhibition & Leisure Center |